# Ville-sur-Retourne
 Ville-sur-Retourne  es una población y comuna francesa, en la región de Champaña-Ardenas, departamento de Ardenas, en el distrito de Rethel y cantón de Juniville.

## Demografía
| 121 | 101 | 96 | 92 | 99 | 88 |
| Para los censos de 1962 a 1999 la población legal corresponde a la población sin duplicidades (Fuente: INSEE [Consultar]) |     |    |    |    |    |